# Єнджеюв
Єндже́юв (пол. Jędrzejów) — місто в південній Польщі.
Адміністративний центр Єнджеювського повіту Свентокшиського воєводства.

## Демографія
Демографічна структура станом на 31 березня 2011 року:
|          | Загалом | Допрацездатний вік | Працездатний вік | Постпрацездатний вік |
| -------- | ------- | ------------------ | ---------------- | -------------------- |
| Чоловіки | 7698    | 1362               | 5435             | 901                  |
| Жінки    | 8468    | 1278               | 5024             | 2166                 |
| Разом    | 16166   | 2640               | 10459            | 3067                 |

## Відомі особи

### Народились
- Рафал Гжиб — польський футболіст.

### Поховані
- Вінцент Вітольд Еразм Равський — львівський архітектор[4]